# My Big Fat Geek Wedding
My Big Fat Geek Wedding, llamado Mi gran boda empollona en España y El día de mi boda en Hispanoamérica, es un episodio perteneciente a la Decimoquinta temporada de la serie animada Los Simpson, emitido originalmente el 18 de abril de 2004. El episodio fue escrito por Kevin Curran y dirigido por Mark Kirkland. En el episodio, Seymour Skinner y Edna Krabappel se pelean y ésta empieza a salir con Jeff Albertson. El creador de la serie, Matt Groening, hace un pequeño cameo.
La historia es una continuación del episodio "Special Edna". El episodio recibió críticas en su mayoría mixtas a negativas por parte de los críticos, los fanáticos del show y el público general, los cuales elogiaron la actuación vocal del elenco, pero criticaron negativamente su historia, la falta de humor y el trasfondo de personajes.

## Sinopsis

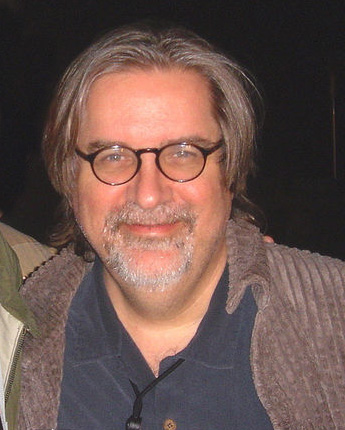
Matt Groening, creador de la serie, hace una aparición en este capítulo.

Todo comienza cuando el director Skinner y Edna Krabappel están, finalmente, por casarse. Cada uno tiene su despedida de solteros por separado: Edna tiene la suya en la casa de los Simpson, con Duffman y el jefe Wiggum como estríperes, y Skinner tiene la suya en la taberna de Moe con Homer. Sin embargo, en su fiesta, Skinner admite que tenía dudas sobre su matrimonio con la Sra. Krabappel. Cuando la boda está por comenzar, en el gimnasio de la Escuela Primaria de Springfield, Edna se entera de que Seymour no quería casarse con ella, y se va corriendo de la ceremonia. La boda se cancela.
Luego de que se cancela, Homer y Marge tratan de volver a unir a Edna y a Seymour, pero terminan confundiéndolos más con los problemas de su propio matrimonio. Edna, un día, va a la tienda de historietas a devolverle su regalo de bodas al Sujeto de las Historietas, y lo encuentra como un hombre interesante. Homer lleva a Skinner a cantarle una serenata a Krabappel, usando una banda compuesta por Bart, Milhouse, y Martin, pero todo falla cuando descubren que el Sujeto de las Historietas y Edna estaban enamorados.
Un día, la familia visita la convención de historietas Bi-Mon-Sci-Fi-Con para enfrentar al Sujeto de las Historietas, quien le propone matrimonio a Edna después de que la familia ve al creador de Futurama, Matt Groening. Skinner, vestido como Catwoman (creyendo que era el Hombre Gato), pelea con el Sujeto de las Historietas. Edna interrumpe su pelea para decir que no tiene interés en ninguno de los dos. Los dos aceptan su decisión, aunque Skinner queda muy deprimido. Más tarde, en la casa de los Simpson, Homer le pide a Marge que se vuelva a casar con él, lo cual queda hecho con el estilo de una boda Klingon.